# Ruta de Rhode Island 24
La Ruta de Rhode Island 24, y abreviada R.I. 24 (en inglés: Rhode Island Route 24) es una carretera estatal estadounidense ubicada en el estado de Rhode Island. La carretera inicia en el Oeste desde la Ruta 114     en Portsmouth hacia el Este en la MA 24     en Fall River. La carretera tiene una longitud de 12,4 km (7.7 mi).

## Mantenimiento
Al igual que las autopistas interestatales, y las rutas federales y el resto de carreteras estatales, la Ruta de Rhode Island 24 es administrada y mantenida por el Departamento de Transporte de Rhode Island por sus siglas en inglés RIDOT.

## Cruces
La Ruta de Rhode Island 24 es atravesada principalmente por la Ruta 138  , Ruta 77   en Portsmouth.